# 大湖镇 (海丰县)
大湖镇，是中华人民共和国广东省汕尾市海豐縣下辖的一个乡镇级行政单位。

## 行政区划
大湖镇下辖以下地区：
石牌社区居民委、山脚村、高螺村、新德村、新置村和湖仔村。